# Culto politeísta hispano-romano
O Culto Politeísta Hispano-Romano é uma denominação religiosa actual, que se destina ao culto aos deuses adorados na antiga Hispânia romana. Essa restauração do CVLTVS DEORVM na Península Ibérica tenta ser fiel aos conceitos fundamentais da religião politeísta do antígos hispânicos, mas adaptou-se a lei em vigor actualmente em Espanha, como qualquer outra denominação.
Representa a versão em espanhol do movimento reconstrucionista minoria muito pequena que tentam voltar às raízes europeias politeístas (chamados de "pagãos" por cristãos de uma forma depreciativa).

## História
Estes movimentos surgiram no século XIX nos países do Norte e do Oeste da Europa, tendo em conta as tradições germânicas e célticas, se tornando os primeiros em Asatru e os segundos em neodruidistas, mesmo que seja discutível que o neodruidismo seja uma reconstrução do druidismo histórico. Décadas atrás, um movimento reconstrucionista do politeísmo veio aos países bálticos, eslavos, Grécia e Itália. O CPHR é principalmente determinada pelo politeísmo greco-romano, mas tenta recuperar a religião sincrética que existiu na Península Ibérica e sul da França entre a religião romana e os povos pré-romanos romanizados.
Paradoxalmente, o politeísmo que promove o CPHR ainda não tem motivado a maioria dos reconstrucionistas do politeísmo na Espanha, que conhece melhor a religião odinista ou algumas formas de neodruidismo.